# Jérémie Azou
Jérémie Azou (n. 2 aprilie 1989, Avignon, Grand Avignon⁠(d), Franța) este un canotor ce a reprezentat Franța, medaliat olimpic. A participat la două ediții ale Jocurilor Olimpice (2012, 2016) în care a câștigat o medalie de aur.